# Ukraińska Ochotnicza Armia
Ukraińska Ochotnicza Armia (ukr. Українська добровольча армія) – ukraińska, ochotnicza formacja wojskowa utworzona w grudniu 2015 roku przez Dmytro Jarosza po jego odejściu z Prawego Sektora.
Z czasem weszła w skład ukraińskich Sił Obrony Terytorialnej oraz zajęła się m.in. działaniami partyzanckimi za liniami wroga.
W ramach UOA działa m.in. Batalion Medyczny „Szpitalnicy”.